# 楼文敖
楼文敖（1919年—？），籍貫浙江镇海，出生於上海，是中国首位聋哑奥运选手，參加過1948年倫敦奧運會。

## 生平
楼文敖3岁时因病成為聾啞人。1940年代初首次參加比賽便獲得上海市田径运动会1万米比赛冠军。1946年6月，他以32分56秒4的成绩打破当时1万米全国纪录。1947年在上海市运动会上，又以32分38秒的成绩打破1万米亚洲纪录。1948年5月的全国运动会上，楼文敖以5000米16分08秒和1万米32分47秒的成绩刷新全國紀錄。1948年年初在美國波士頓和加利福尼亞州參加跑步比賽。同年代表中華民國參加1948年倫敦奧運會1万米和馬拉松比赛。年底楼文敖再度前往波士頓參加比賽。比賽結束後楼文敖先返回香港，由於第二次國共內戰的緣故，楼文敖滯留在香港，未能返回上海。此後後事不詳。